# Campionato della Citta Vaticano
Mistrzostwa Watykanu w piłce nożnej (wł. Campionato della Città del Vaticano, lub Liga Attività Calcistica Dipendenti Vaticani) – jedyna klasa rozgrywkowa piłki nożnej w Watykanie. Watykan nie jest członkiem UEFA więc zwycięzca ligi nie bierze udziału w eliminacjach do Ligi Mistrzów UEFA. Rozgrywki są organizowane od 1973, jednak następowały liczne przerwy.

## Skład ligi w sezonie 2010/2011
- SS Hermes
- New Team of Vatican Museums
- Saints Peter and Paul Association
- Żandameria
- Gwardia Szwajcarska
- Dirseco
- Old Team
- Pantheon
- Fortitudo
- Cirioni

## Mistrzowie
- 1973 Astor Osservatore Romano
- 1974 Fortitudo Governatorato
- 1979 Astor Osservatore Romano
- 1981 Malepeggio Edilizia
- 1982 Hercules Biblioteca
- 1983 SS Hermes (Muzea Watykańskie)
- 1984 FC Barcelona
- 1985 Poczta Główna
- 1986 Poczta Główna
- 1987 Tipografia Osservatore Romano
- 1988 Serwis Techniczny
- 1989 Ariete APSA (Associazione S.S. Pietro e Paolo)
- 1990 Serwis Ekonomiczny
- 1991 Dirseco
- 1994 Dirseco
- 2007 Cirioni
- 2008 Associazione S.S. Pietro e Paolo
- 2009 Żandameria
- 2010 Dirseco
- 2011 Dirseco
- 2012 Dirseco
- 2013 San Pietro Team
- 2014 San Pietro Team
- 2015 Musei Vaticani
- 2016 Musei Vaticani
- 2017 Santos
- 2018 Rappresentativa Ospedale Pediatrico Bambin Gesù (Reprezentacja Szpitala Pediatrycznego Bambin Gesù)
- 2019 Rappresentativa Ospedale Pediatrico Bambin Gesù (Reprezentacja Szpitala Pediatrycznego Bambin Gesù)